# Juliet (音楽ユニット)
Juliet（ジュリエット）は、女性2人組からなる音楽ユニット。ユークリッド・エージェンシー所属。レーベルはBLOSSOM。

## 概要
カリスマモデル6人によるプロデュース・チームRomeo（ロミオ）が手がけるギャル系3人組ユニットとして2009年にシングル「ナツラブ」でデビュー。当初は顔を明かさない「覆面ユニット」として活動していたが2ndシングル「フユラブ」発売にともない、素顔が公開された。
2015年12月にハミがグループを脱退、デビュー7周年となる2016年からはマイコとユミの2人によるツインボーカルユニットとして新たなスタートを切る。
2018年12月31日をもって活動終了した。

## メンバー
マイコ（Maiko）
東京都出身。アダ名は「マイキー」。Live中に霊に憑依された事がある。
ユミ（Yumi）
兵庫県出身。アダ名は「ゆみんちゅ」。

## 元メンバー
ハミ（Hami）
大阪府出身。2015年12月末をもって脱退し、芸能界を引退。

## 来歴

### 2009年
2009年7月21日、Shibuya O-EASTにて初ライブを行い、『ナツラブ』を披露。当日は白幕越しの「シルエットライヴ」となり観客を驚かせた。同年8月5日、シングル『ナツラブ』でデビュー。着うたがレコチョクのウィークリーチャートで1位を獲得。配信60万ダウンロードを記録。
9月30日に渋谷109前にてRomeoと共に初お披露目イベントを行う。当日は雨天だったが、1000人以上の観客が集まった。
10月7日に2枚目のシングル『フユラブ』を発売する。着うたがレコチョクのウィークリーチャートで1位を獲得、『ナツラブ』に続き2作連続の1位獲得。配信45万ダウンロードを記録、デビューから4ヶ月でシングルの累計ダウンロード数は100万を突破した。
11月4日に1枚目のスタジオアルバム『ラブ』を発売。オリコン週間チャートで10位に入る。

### 2010年
2010年1月27日に3枚目のシングル『ハルラブ』を発売。卒業がテーマとなった楽曲でこれまでプロデュースを担当したRomeoだけでなく、関東近郊60校から選ばれた現役女子高生120人からなる卒業シーズン限定の「ハイスクールRomeo」がプロデュースを担当した。また、同チームが卒業パーティも同時にプロデュースを行い、そのパーティの企画で「3月29日に渋谷DUOに集まった高校3年生の卒業生2000人が4枚目のシングルとなる『ハルラブ2』をフルコーラスで合唱する」というギネス記録に挑戦する。
3月19日から4月7日まで初のワンマンライブ『ビビってますけど…?ジュリパツアー』を開催。

### 2015年
6月4日、ラジオ番組の公開録音で、12月末日をもってハミがメンバーを脱退し、芸能界も引退することが発表された。

### 2018年
9月22日、公式サイトにて、2018年12月31日に活動終了することが発表された。
12月23日、ラストライブ『Juliet Oneman Live「Last Present」』を渋谷チェルシーホテルにて開催。
12月31日、活動終了。

## ディスコグラフィ
スタジオ・アルバム
- ラブ（2009年）
- リアル（2010年）
- シブヤ（2011年）

ミニ・アルバム
- シキラブ（2010年）

## 受賞歴
| 年     | ノミネート対象 | 賞                              | 結果       |
| ------ | -------------- | ------------------------------- | ---------- |
| 2009年 | Juliet         | GRP Award最優秀アーティスト大賞 | ノミネート |
| 2009年 | ナツラブ       | GRP Award最優秀楽曲大賞         | ノミネート |
| 2009年 | フユラブ       | GRP Award最優秀楽曲大賞         | ノミネート |
| 2010年 | Juliet         | GRP Award最優秀アーティスト大賞 | ノミネート |

## テレビ
- レコ☆Hits!（日本テレビ、2011年6月22日）出演

## ラジオ
- 笑福亭鶴瓶 日曜日のそれ（ニッポン放送、2014年11月30日）ゲスト出演